# Joan Serrahima i Bofill
Joan Serrahima i Bofill (* 29. Juni 1905 in Barcelona; † 11. Oktober 1959 ebenda) war ein spanisch-katalanischer Rechtsanwalt und Leichtathlet. Er war Teilnehmer der Sprintwettbewerbe bei den Olympischen Sommerspielen 1928 in Amsterdam. Joan Serrahima wirkte ab Mitte der 1950er Jahre mit seinem Bruder  Maurici Serrahima als initiierender Berater für die im Entstehen begriffene Bewegung der Nova Cançó Catalana.

## Leben und Werk
Joan Serrahima war eines von neun Kindern des Anwaltes Lluís Serrahima i Camín und von Isabel Bofill i de Compte.
Zusammen mit mehreren seiner Brüder gründete er 1917 den Júnior Futbol Club (zunächst unter dem Namen Sarrià FC) in dem heute zu Barcelona gehörenden Stadtteil Sarrià. Er selbst trat später durch herausragende sportliche Leistungen in der Leichtathletik-Abteilung dieses Vereins hervor. 1928 startete er bei den katalanischen Meisterschaften auf der 100- und 200-Meter-Distanz als Ersatzmann. Er gewann auf Anhieb die 100-Meter-Distanz und wurde Zweiter auf der 200-Meter-Strecke. In denselben Disziplinen belegte er ebenfalls 1928 bei den spanischen Meisterschaften jeweils den zweiten Platz. Bei den Olympischen Sommerspielen 1928 in Amsterdam nahm er am 100- und 200-Meter-Wettbewerb sowie an der 4-mal-100-Meter-Staffel teil. Bei den spanischen Meisterschaften gewann er 1929 den Titel über die 200-Meter-Distanz und 1929 wie auch 1930 den Titel als Mitglied der katalanischen 4-mal-100-Meter-Staffel, mit der er in Spanien mehrere Rekorde aufstellte.
Ab 1934 übernahm er Trainerfunktionen im katalanischen Leichtathletikverband und hatte dort weitere Führungspositionen inne.
Ab 1956 trat Joan Serrahima zusammen mit seinem Bruder Maurici aktiv für die Wiederbelebung der katalanischen Sprache und Kultur ein. Er förderte und beriet in diesem Zusammenhang die neu entstehende Bewegung der Nova Cançó Catalana.
Zehn Jahre nach Joan Serrahimas Tod wurde das nach ihm benannte Leichtathletikstadion („Estadi Municipal Joan Serrahima“) auf dem Barceloneser Hausberg Montjuïc eingeweiht.